# Ліллієнгофка
Ліллієнго́фка (рос. Лиллиенгофка) — присілок у складі Первомайського району Томської області, Росія. Входить до складу Куяновського сільського поселення.
Стара назва — Лілієнгоф.

## Населення
Населення — 29 осіб (2010; 54 у 2002).
Національний склад (станом на 2002 рік):
- естонці — 59 %
- росіяни — 35 %